# Gauville, Orne

Gauville este o comună în departamentul Orne, Franța. În 1 ianuarie 2018 avea o populație de 573 de locuitori.